# (22543) Ranjan
(22543) Ranjan – planetoida z pasa głównego asteroid okrążająca Słońce w ciągu 3,39 lat w średniej odległości 2,26 j.a. Została odkryta 24 marca 1998 roku w ramach programu LINEAR. Nazwa planetoidy pochodzi od Sukrita Ranjana (ur. 1987), finalisty 2006 Intel Science Talent Search (STS) – konkursu naukowego dla uczniów szkół średnich.